# Spiroberotha fernandezi
Spiroberotha fernandezi is een insect uit de familie van de Berothidae, die tot de orde netvleugeligen (Neuroptera) behoort. 
Spiroberotha fernandezi is voor het eerst wetenschappelijk beschreven door Adams in 1990.